# Mario van Baarle
Mario van Baarle (nascido em 24 de outubro de 1965) é um ex-ciclista holandês, que participava em competições de ciclismo de pista.
Nos Jogos Olímpicos de 1988, realizados em Seul, terminou em 12º competindo na perseguição por equipes.